# Арсит (сатрап)

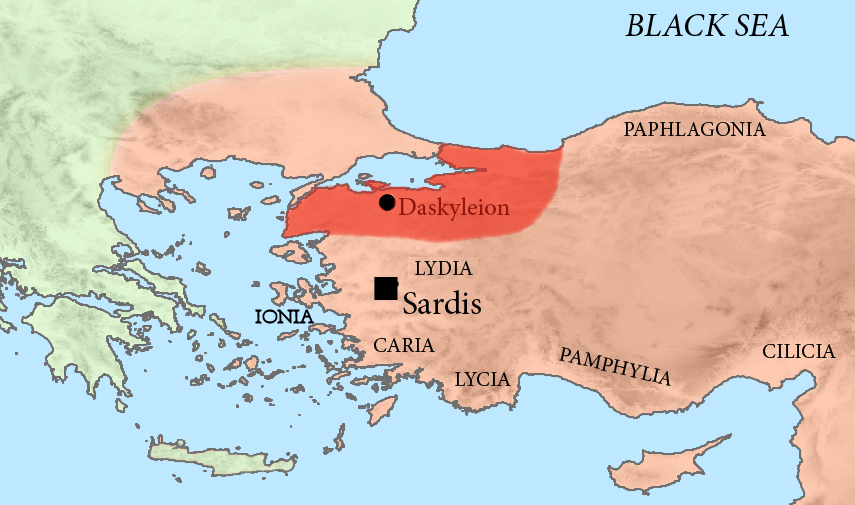
Ориентировочные границы Геллеспонтской Фригии

Арсит (сатрап) (др.-греч. Ἀρσίτης; IV век до н. э.) — персидский сатрап Геллеспонтской Фригии и Пафлагонии.
Арсит стал правителем Геллеспонтской Фригии, региона в Малой Азии восточнее Мраморного моря, после бегства мятежного сатрапа Артабаза II. На этом посту он помог Перинфу выдержать осаду македонян в 340—339 годах до н. э. В 334 году до н. э. во владениях Арсита высадилось войско Александра Македонского. Согласно античной традиции, Арсит не дал реализовать выиграшную стратегию «выжженной земли», которую предложил Мемнон Родосский, и предпочёл сразиться с македонянами в решающем сражении. После поражения Арсит бежал с поля боя и покончил жизнь самоубийством.

## Биография
Арсит был персидским сатрапом Геллеспонтской Фригии, под властью которого также находилась Пафлагония. Дата назначения Арсита на этот пост достоверно неизвестна, событие произошло между 353 годом до н. э., когда сатрап Геллеспонтской Фригии Артабаз II был вынужден бежать в Македонию, и 340 годом до н. э., когда Арсит в качестве руководителя региона выполнял одно из поручений персидского царя. Стал ли Арсит сатрапом после Артабаза II или после его преемника, достоверно неизвестно. По одной из версий, персидский царь после бегства мятежного сатрапа должен был назначить нового правителя провинции, однако его выбор был ограничен представителями династии Фарнакидов, которая правила Геллеспонтской Фригией около двух веков. В таком случае, Арсит принадлежал к высшей персидской аристократии и возводил свой род к первым персидским царям.
Первое упоминание Арсита приведено у Павсания в контексте описания событий 340 года до н. э. Согласно древнегреческому историку, Арсит направил отряды наёмников под командованием афинянина Аполлодора для помощи Перинфу, осаждённому войском Филиппа II Македонского. Согласно Диодору Сицилийскому, помощь Перинфу была оказана по приказу царя Артаксеркса III, который «с большой тревогой» наблюдал за усилением Македонии. Демосфен связывал помощь персов Перинфу с личной инициативой сатрапов. А. С. Шофман отмечал, что как сатрапы, так и персидский царь были одинаково заинтересованы в поражении македонян, в связи с чем утверждения Диодора Сицилийского и Демосфена в данном вопросе равновероятны.
Весной 334 года до н. э., когда Александр Македонский переправился с армией через Геллеспонт и вступил на территорию Фригии, малоазийские сатрапы расположились со своими отрядами у города Зелеи на совет по обсуждению методов сопротивления. По мнению Э. Бэдиана, в объединённом войске сатрапов Арсит был наиболее влиятельным военачальником, хоть, формально, оно и не имело одного лидера. Правитель Геллеспонтской Фригии был главным противником тактики выжженной земли, предложенной талантливым греческим военачальником, состоящим на службе у персов, Мемноном Родосским. По свидетельству Арриана, Арсит «сказал в собрании персов, что он не допустит, чтобы у его подданных сгорел хоть один дом». Остальные персидские военачальники его в этом поддержали, так как «подозревали, что Мемнон сознательно хочет затянуть войну, стремясь к почестям от царя». Согласно современным представлениям, предложенная Мемноном тактика была наиболее адекватной в сложившихся условиях. Позиция Арсита, по одной версии, была обусловлена тем, что события происходили на вверенных ему землях и он не хотел, даже в государственных интересах, разорять свою сатрапию. Другая версия предполагает противостояние между двумя политическими оппонентами. В своём выступлении, которое перечеркнуло план Мемнона, Арсит выражал интересы других сатрапов, которые также не хотели допустить разорения собственных земель, что, по мнению У. Куликана, было связано также с их, основанном на религиозных верованиях, трепетным отношением к сельскому хозяйству. Также, не исключено, что Арсит озвучил приказ Дария III не допустить продвижения македонян вглубь империи Ахеменидов. По мнению М. М. Холода, вся история с советом, на котором Мемнон предложил тактику «выжженной земли», может быть поздним вымыслом.
В битве при Гранике, состоявшейся в 334 году до н. э., Арсит командовал отрядами пафлагонской конницы на левом крыле ахеминидского войска. После поражения Арсит бежал с поля боя. Однако затем, согласно сведениям Арриана, «покончил с собой, потому что персы считали его виновником своего тогдашнего положения».
Следующим сатрапом Геллеспонтской Фригии Александр назначил Каласа.
У Арсита был сын по имени Мифропаст, бежавший после смерти отца от гнева Дария III на остров Огирис, расположенный в 2000 стадиях к югу от Кармании, а затем на остров Оаракта. После высадки там моряков Неарха Мифропаст присоединился к македонянам для того, «чтобы возвратиться с их помощью на родину».

## В художественной литературе
Арсит является одним из персонажей романа Любови Воронковой «В глуби веков». В нём он представлен надменным сатрапом, который не дал мудрому Мемнону реализовать выиграшную стратегию в войне с Александром Македонским.

### Исследования
- Клеймёнов А. А. Тактика «выжженной земли» или открытое сражение: выбор стратегии персидским командованием в 334 г. до н. э. // Научные ведомости Белгородского государственного университета. Серия: история. Политология. — 2016. — Вып. 236, № 15. — С. 20—28. — ISSN 2075-4558.
- Куликан У. Персы и мидяне. Подданные империи Ахеменидов / пер. с англ. Л. А. Игоревского. — М.: Центрполиграф, 2002. — 223 с. — (Загадки древних цивилизаций). — ISBN 5-9524-0163-5.
- Холод М. М. О Менторе и Мемноне Родосских: один сюжет из их биографий // Мнемон: Исследования и публикации по истории античного мира. — 2018. — № 18—1. — С. 277—295. — ISSN 1813-193X.
- Шофман А. С. История античной Македонии. — Казань: Издательство Казанского университета, 1960. — Т. 1: Доэллинистическая Македония. — 300 с. — 700 экз. Архивировано 17 августа 2025 года.
- Arsites / Badian E. // Encyclopædia Iranica [Электронный ресурс] :  [англ.] / ed. by E. Yarshater. — 1986. — (Обновлено: February 15, 2013).
- Berve H. Das Alexanderreich auf prosopographischer Grundlage (нем.). — München: C. H. Beck`sche Verlagsbuchhandlung, 1926. — Vol. 2.
- Briant P. From Cyrus to Alexander: a history of the Persian Empire (англ.) / translated by Peter T. Daniels. — Winona Lake, Indiana: Eisenbrauns, 2002. — ISBN 1-57506-031-0.
- Heckel W. Who's Who in the Age of Alexander and his Successors. From Chaironea to Ipsos (338—301 BC) (англ.). — Barnsley: Greenhill Books, 2021. — 554 p. — ISBN 978-1-78438-648-1.